# Кіровоградський планетарій
Кіровоградський планетарій — планетарій державного педагогічного університету імені Володимира Винниченка в Кропивницькому.
Планетарій належить до Фізико-математичного факультету університету.
З 1996 року планетарієм та лабораторією астрономії керує кандидат фізико-математичних наук, доцент Волчанський Олег Володимирович. Тут регулярно проводяться лекції та демонстрації астрономічних явищ для студентів та школярів Кіровоградської області.